# O Galã: A TV Mudou, Ele Não
El galán. La TV cambió, él no (bra/prt: O Galã: A TV Mudou, Ele Não) é uma série de televisão via streaming mexicana produzida por Estudios TeleMéxico sob o selo Star Original Productions para a The Walt Disney Company. Criada por Mariano Cohn e Gastón Duprat com base em uma ideia de Horacio Convertini, a série estreou em 8 de junho de 2022 no Star+ com um total de 12 episódios.

## Sinopse
A trama gira em torno de Fabián Delmar (Humberto Zurita), um ex-ator que alcançou fama nos anos 1990 graças à sua participação na novela Serás mía, mas que envelheceu e foi esquecido com o tempo. Assim, Fabián fará de tudo para cativar o público que o viu estrear na tela como o melhor ator de todos os tempos.

## Elenco
- Humberto Zurita como Fabián Delmar[3]
  - Sebastián Zurita interpreta a Fabián de joven[3]
- Darío Ripoll como Charly Morán[3]
- Dolores Heredia como Piedad[3]
- Sara Maldonado como Sofía[3]
- Patricia Reyes Spíndola como Rocío[3]
- Bárbara Perea como Yadira[3]
- América Valdés como Cristal[3]
- Ana Claudia Talancón como Melina Leclerc[3]
- Ernesto Laguardia como Juan Ángel Apolo[3]

## Episódios
| N.º | Título                                                                                | Dirigido por | Escrito por | Lançamento         |
| --- | ------------------------------------------------------------------------------------- | ------------ | ----------- | ------------------ |
| 1   | "Serás mía... o de nadie" "Serás Minha... Ou De Ninguém Mais"                         | ASA          | ASA         | 8 de junho de 2022 |
| 2   | "Súper Max" "Super Max"                                                               | ASA          | ASA         | 8 de junho de 2022 |
| 3   | "El beso inolvidable" "O Beijo Inesquecível"                                          | ASA          | ASA         | 8 de junho de 2022 |
| 4   | "Los nudos del pasado" "Os Nós do Passado"                                            | ASA          | ASA         | 8 de junho de 2022 |
| 5   | "Amor descartable" "Amor Descartável"                                                 | ASA          | ASA         | 8 de junho de 2022 |
| 6   | "El dios del amor" "O Deus do Amor"                                                   | ASA          | ASA         | 8 de junho de 2022 |
| 7   | "Es hora de decirme lo que sientes" "Chegou a Hora de Me Dizer o que Realmente Sente" | ASA          | ASA         | 8 de junho de 2022 |
| 8   | "Te he visto temblar com mi mirada" "Te Vi Tremer com o Meu Olhar"                    | ASA          | ASA         | 8 de junho de 2022 |
| 9   | "¿Qué ves cuando te ves?" "O que Você Vê Quando Você se Vê?"                          | ASA          | ASA         | 8 de junho de 2022 |
| 10  | "Talk Show" "Programa de Entrevistas"                                                 | ASA          | ASA         | 8 de junho de 2022 |
| 11  | "La verdad desnuda" "A Verdade Nua e Crua"                                            | ASA          | ASA         | 8 de junho de 2022 |
| 12  | "El último dinosaurio vivo" "O Último Dinossauro Vivo"                                | ASA          | ASA         | 8 de junho de 2022 |

## Lançamento
El galán foi lançado na América Latina em 8 de junho de 2022 através do Star+ e internacionalmente, em países selecionados, no Disney+ através do hub de conteúdo Star.